# Conservatoire populaire de musique, danse et théâtre de Genève
Le Conservatoire populaire de musique, danse et théâtre est une école d’arts à Genève fondée en 1932. La République et canton de Genève lui délègue l’enseignement de la musique, de la danse et du théâtre. Avec plus de 4 000 élèves, 200 professeurs et membres du personnel pédagogique, il est la plus grande école de ce type à Genève avec près de 40 centres d’enseignement répartis dans de nombreuses communes du canton de Genève. Les communes suivantes soutiennent notamment cette école : Anières, Avully, Bernex, Chêne-Bourg, Collex-Bossy, Cologny, Confignon, Lancy, Onex, Perly-Certoux, Plan-les-Ouates, Satigny, Thônex, Vernier, Versoix, Veyrier, Ville de Genève.

## Histoire

### École sociale de musique (ESM)
En 1932, l’École Sociale de musique est fondée, avec pour but de rendre accessibles l’apprentissage de la musique aux enfants de familles à revenus modestes. Dirigée par Georges Delaye, l’école regroupe des professeurs du Conservatoire et des musiciens de l’Orchestre de la Suisse romande (O.S.R.), offrant des leçons de musique quatre à cinq fois par semaine, pour deux ou trois francs par élève.
L’école se développe rapidement. Le nombre d’élèves ne cesse de croître. Il faut engager de nouveaux professeurs. Entre 1962 et 1966 l’offre passe de 660 cours à 1 207 avec environ 1 000 élèves. L’école développe des succursales dans plusieurs quartiers de Genève afin de favoriser l’enseignement de proximité. En 1942, sous la direction de Fernand Closset, l’École sociale de musique ouvre son premier centre hors du centre-ville. Ce sera le premier de nombreux autres centres d’enseignement.

### Développement
Le Conservatoire populaire de musique développe son offre afin de proposer des cours toujours plus innovants et dans de plus en plus de lieux différents sur le canton de Genève. En effet, les directeurs successifs de l’institution poursuivent des objectifs d’innovation et de proximité pour l’enseignement de la musique à Genève. En 1982, le Conservatoire populaire est déjà la plus grande école de musique à Genève avec plus de 3 600 élèves, 32 points d’enseignements et 5 000 cours dispensée par plus de 150 professeurs.
Le Conservatoire populaire se voit composé de différents décanats, gérer par le conseil décanal : statut, cahier des charges, un doyen par famille d’instruments élu par les professeurs de son dicastère.
Le Conservatoire populaire ouvre de nouvelles filières, cours et décanats (musique ancienne, jazz, musique contemporaine).
En 1989, à l’occasion de la modification de la loi sur l’Instruction publique, un nouveau mandat élargi est confié à la Fédération par le DIP : la délégation à des fondations de droit privé de l’enseignement de la musique, de la danse et de l’art dramatique. Le Conservatoire reçoit en plus le mandat de l’enseignement aux adultes.

### Confédération des écoles genevoises de musique
Ces évolutions nécessitent une réorganisation. Un audit a été réalisé pour cataloguer les différentes écoles de musique, leurs pratiques et leurs besoins, dans le contexte de la Commission d’évaluation des politiques publiques et demandé par le DIP (Département de l’instruction publique). Des propositions de réorganisation en ressortent. La « Commission de l’enseignement musical de base » (CEMB) est chargée, après consultation de tous les milieux intéressés, de faire à terme une proposition de modification de la loi.
C’est dans ce contexte que la Confédération des écoles genevoises de musique (CEGM) est créée. L’identité des différentes écoles est ainsi préservée, tout en développant leurs collaborations et leurs ressources mises en synergie.

### Du Conservatoire populaire de musique au Conservatoire populaire de musique, danse et théâtre
Le Conservatoire populaire dispense un enseignement de musique à l’école primaire à travers les Orchestres en classe (OEC) et les Classes avec apprentissage musical intégré (CAMI). Cet enseignement est mis sur pieds en collaboration avec le DIP.
Une filière préprofessionnelle se destine aux élèves motivés et très talentueux. Une filière intensive destinée aux jeunes élèves entre 9 et16 ans particulièrement talentueux et motivés a été créée en 2009. En 2010, le Conservatoire populaire de musique change de nom et s’appelle dorénavant le Conservatoire populaire de musique, danse et théâtre.

### Directeurs de l’institution
- Georges Delaye (Directeur de l’École Sociale de Musique, 1932 - 1937)
- Fernand Closset (Directeur de l’École Sociale de Musique, 1937 - 1962)
- Claude Yvoire, (Directeur de l’École Sociale de Musique, 1962 - 1966)
- Émile Cassagnaud (Directeur de l’École Sociale de Musique puis Conservatoire populaire de Musique, 1966 - 1970)
- Gabriele de Agostini (Directeur du Conservatoire populaire de Musique, 1970 -1974)
- Pierre Pernoud (Directeur du Conservatoire populaire de Musique, 1974 - 1975)
- Roland Vuataz (Directeur du Conservatoire populaire de Musique, 1975 - 2001)
- Laurent Blum (Directeur du Conservatoire populaire de Musique, 2001 - 2002)
- Peter Minten (Directeur du Conservatoire populaire de Musique puis Conservatoire populaire de musique, danse et théâtre, 2001 - 2018)
- Philippe Régana (Directeur du Conservatoire populaire de musique, danse et théâtre, 2018 – actuellement).

## Le Conservatoire populaire de musique, danse et théâtre aujourd’hui

### Parcours proposés
Le Conservatoire populaire propose des cours de musique, de danse et de théâtre pour enfants et pour adultes. L’enseignement est organisé en douze décanats, chapeauté par le conseil décanal. 

#### Musique
- Chant : classique, variété, lyrique, chant baroque (décanat des instruments anciens), chant jazz (décanat de jazz).
- Cordes : alto, contrebasse, violon, violoncelle
- Culture musicale, électroacoustique et informatique musicale : langage musical, musique électroacoustique, informatique musicale
- Guitare et harpe
- Initiation et formation musicale : atelier découverte musique-danse-théâtre, initiation à la musique par la guitare, initiation musicale, formation musicale
- Instruments anciens : atelier découverte, basson ancien, chant baroque, hautbois baroque, clavecin, flûte à bec, luth, orgue, traverso, viole de gambe, violon ancien.
- Jazz et musique improvisée : batterie-jazz, chant-jazz, clarinette-jazz, contrebasse-jazz, flûte-jazz, guitare-jazz, guitare-basse-jazz, piano-jazz, saxophone-jazz, trombone-jazz, trompette-jazz, violon-jazz
- Percussions : initiation à la percussion, percussions, percussions latines, batterie
- Piano et accordéon
- Vents : basson, clarinette, cor, flûte traversière, hautbois, saxophone, trombone, trompette

#### Danse
Le CPMDT propose des cours d'éveil au mouvement, initiation-pré-ballet, initiation aux claquettes, afro-urbain, danse classique, barre-à-terre, danse contemporaine, danse espagnole, danse-jazz, hip hop...

#### Théâtre
Aux cours de théâtre s'ajoutent des cours d'improvisation ainsi qu'un cours interdisciplinaire musique-théâtre permettant aux élèves de se produire sur scène ensemble et de créer une passerelle entre les deux formations.

### Enseignement
Le Conservatoire populaire propose des enseignements amateurs ou pré-professionnels à plus de 4000 élèves. Des cours sont proposés par tranche d’âges de la petite enfance (cours d’éveil 1-3 ans et 4-7 ans) jusqu’à l’âge adulte Il offre un système de parcours personnalisés pour chaque élève afin de s’adapter au niveau, aux contraintes, à l’emploi du temps et aux objectifs de chacun.
En parallèle, un système de passerelles a été mis en place afin de promouvoir des synergies entre les différentes filières et au sein de chaque filière : des spectacles réunissant musiciens, acteurs et danseurs sur la même scène, des plages collectives dédiées aux élèves de cours individuels, des conférences et stages avec des praticiens et spécialistes.

### Lieux
Le Conservatoire populaire propose des cours dans plus de 40 centres d’enseignement sur tout le canton de Genève afin de proposer un enseignement de proximité.

### Ouverture et intégration
Le Conservatoire populaire est une institution déléguée du Département de l’instruction publique, de la formation et de la jeunesse (DIP). À ce titre il développe en partenariat avec le DIP des initiatives destinées à faciliter l'accès à un apprentissage instrumental pour des enfants issus de milieux défavorisés dans les écoles grâce à des enseignements musicaux à l’école primaire : Orchestres en classe (OEC) et Classes avec apprentissage musical intégré (CAMI).

### Partenariats
Le Conservatoire populaire fait partie de la CEGM (Confédération des Écoles Genevoises de Musique) et organise en synergie avec l'Institut Jacques-Dalcroze et le Conservatoire de musique de Genève des cours complémentaires en commun afin de proposer aux élèves un panel de formation encore plus varié.